# 仏ヶ仙
仏ヶ仙（ほとけがせん）（別名、半甲山）は、鳥取県と岡山県にまたがる山。岡山県側では湯原奥津自然公園に属している。
頂は3つ並んでおり、そのうち最東の山頂は両県の県境であり、一等三角点が設けられていて、日本海と瀬戸内海との中央分水嶺になっている。一つの山頂がこの3条件を備えている山としては、日本に8箇所しかない山の一つである。

## 地理
花崗岩の基盤に流紋岩が乗った山体で、落葉広葉樹林が広がる。
山頂は鳥取県の旧関金町、岡山県の旧中和村および旧八束村の境界となっていた。関金町は倉吉市へ合併し、中和・八束の両村は真庭市へ合併したため、今は両市の市境となっている。南麓には岡山市中心部を流れる旭川の源流域があり、岡山県が水源涵養保安林として保護している。北西麓の倉吉市側には天神川支流の小鴨川の源流があり、また北東へ約1km進むと鳥取県三朝町では、天神川本流の源流の一つである福本川の源がある。
山頂の一等三角点は「半甲山（はんこうざん）」の名称が与えられており、山の別名となっている。

## 地誌
山の名称の由来には諸説ある。一説では、岡山県側からの山容が涅槃像のように見えることから「仏ヶ仙」と呼ばれるようになった。別の説では、山頂に仏像が祀られていたのが山名の由来というものである。東からみると釈迦の寝姿のように見えるという説もある。
北西の峰には犬挟峠がある。

## 登山ルート
鳥取県側には登山路がなく、岡山県側からは登山口から30分で山頂である。